# Station Sandermosen
Station Sandermosen  is een voormalig station in Sandermosen in het  noordoosten van de gemeente Oslo. Het station ligt aan Gjøvikbanen. Het werd geopend in 1909. In 2006 werd het gesloten. Het stationsgebouw heeft sindsdien een culturele bestemming gekregen voor de omgeving.